# Porta Uzeda
La porta Uzeda collega la piazza Duomo alla via Dusmet, nel cuore della Catania settecentesca.

## Descrizione
Per chi viene da via Etnea, la porta Uzeda costituisce l'uscita verso sud dalla piazza del Duomo e collega il seminario dei chierici con il palazzo arcivescovile e la cattedrale di Sant'Agata.
La porta si apre nelle cinquecentesche mura di Carlo V ed è intitolata al viceré spagnolo Giovanni Francesco Paceco, duca di Uceda. La facciata della porta si rifà a quella del seminario dei chierici e costituisce un fondale scenografico che unisce tutti i gioielli architettonici che si affacciano sulla piazza Duomo.

## Curiosità
- L'intitolazione al governatore spagnolo si estese inoltre alla monumentale via Etnea, che venne allora denominata e conosciuta come via Uzeda (la rua Uceda).
- La cittadina di Uceda conta circa 2 000 abitanti e si trova in Spagna, nella provincia di Guadalajara all'interno della comunità autonoma di Castiglia-La Mancia.

## Galleria d'immagini

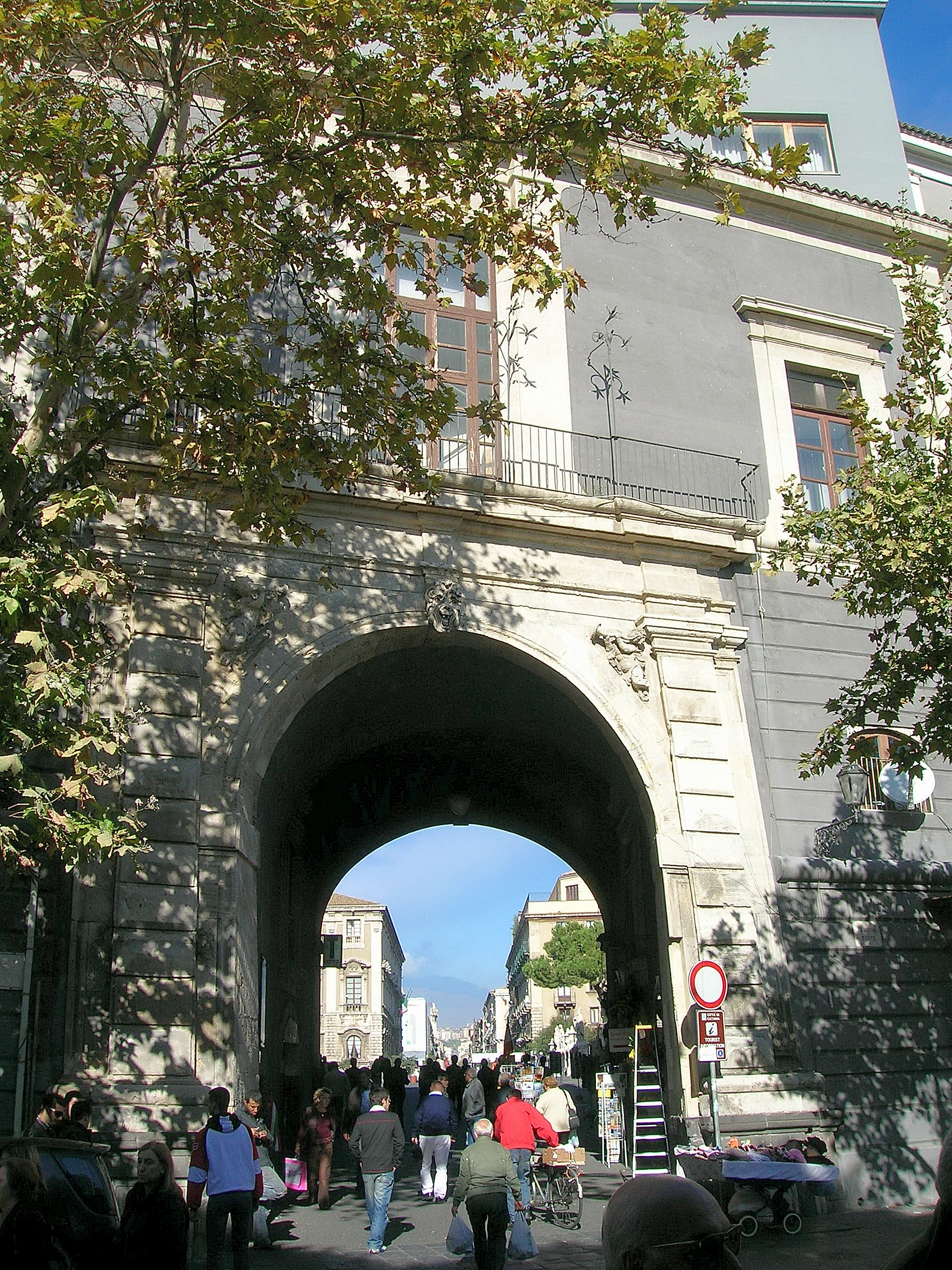
Porta Uzeda da via Dusmet.
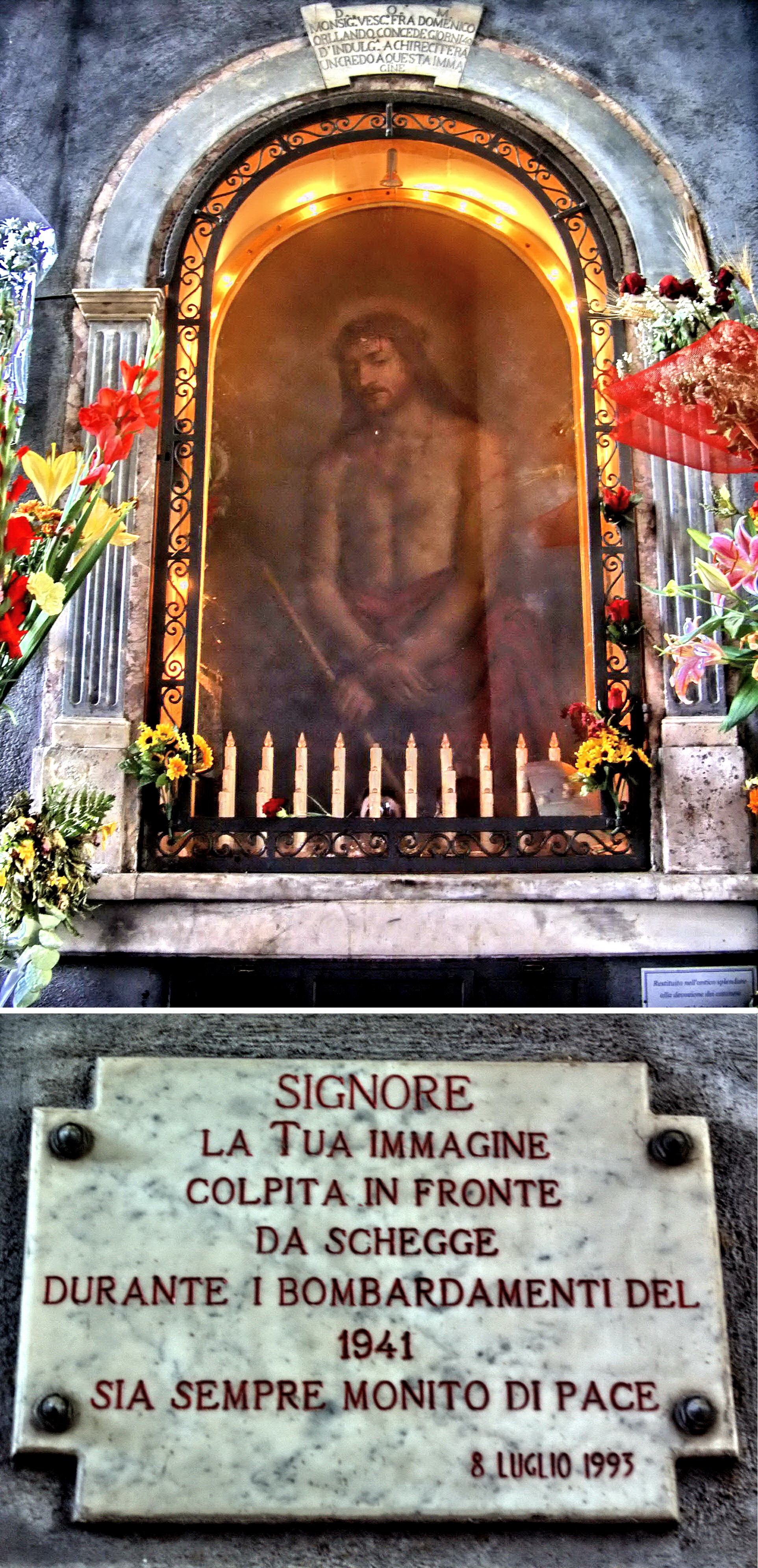
Icona ed epigrafe presenti all'interno della porta Uzeda.